# Vittoria Ligari
Vittoria Ligari (Milano, 14 febbraio 1713 – Sondrio, 9 dicembre 1783) è stata una pittrice italiana.

## Biografia
Figlia primogenita del pittore valtellinese Pietro Ligari, e sorella di Cesare Ligari, sin dalla sua infanzia si affaccia al mondo della pittura seguendo le orme del padre, con il quale collaborò realizzando, per suo conto, diversi dipinti di pregio. Per questo motivo risulta difficile attribuirle diverse opere, in quanto non si riesce ad individuare dove termina la mano del padre e dove continua la mano della figlia. Legata al padre e poi al fratello, Vittoria, quando può agire in autonomia, offre prove di notevole livello, sia che si tratti di dipingere soavi Madonne sia quando le vengono commissionate grandi pale d'altare.
Si trova traccia di quanto da lei realizzato solo da fonti esterne e dallo stesso libro di famiglia, il cosiddetto Mastro N, custodito al Museo Valtellinese di Storia e Arte, redatto inizialmente da suo padre e in seguito dal fratello e da lei stessa.
L'unico dipinto che reca la firma di Vittoria è la pala di Ganda in Lanzada (Sondrio) del 1756, la cui vicenda risulta essere ben documentata nella corrispondenza avvenuta con il cugino Mottalini, parroco di quella città.
Di Vittoria si sa poco e nulla e ci sono poche testimonianze riguardo alla sua vita. 
Questo perché, essendo donna, ha dovuto ricoprire sempre dei ruoli marginali, relegata ad occuparsi dell'economia domestica familiare, badare al fratello e agli undici nipoti, svolgere incarichi di secondo piano, come intelaiare le tende seriche per coprire le nicchie delle statue mariane nei giorni feriali.
Fu una donna di carattere, con grandi doti di mediatrice (come confermano le cronache del tempo) e, pur di continuare a coltivare e praticare la sua passione artistica, ha rinunciato a sposarsi. 
Muore a Sondrio nel febbraio 1783.

## Televisione
- "I Ligari, figli della stessa arte"[6][7][8], documentario con la partecipazione del critico d'arte professore Giorgio Gregorio Grasso, curatore Padiglione Italia nella 54ª edizione della Biennale di Venezia sotto la direzione di Vittorio Sgarbi, regia di Massimiliano Greco, coadiuvato per l’organizzazione da Antonio Muraca, riprese video di Raffaele Galli. Viene tracciato un percorso di riscoperta di questi artisti attraverso le loro opere custodite nelle chiese di Chiavenna, Sondrio e Lanzada e quelle conservate al Museo Valtellinese di Storia e Arte di Sondrio. Un particolare spazio di approfondimento è stato dedicato alla figura di Vittoria Ligari, da sempre non considerata adeguatamente dalla critica della storia dell’arte.